# Lost in Space (serie televisiva 2018)
Lost in Space è una serie televisiva statunitense del 2018 ideata da Matt Sazama e Burk Sharpless per Netflix.
Remake dell'omonima serie televisiva del 1965, segue le vicende di una famiglia di pionieri spaziali costretti ad atterrare su un pianeta sconosciuto dopo la rottura della loro astronave.

## Trama
Nel 2046, due anni dopo un impatto di un meteorite con la Terra che minaccia la sopravvivenza dell'umanità,  gli esseri umani sono costretti a migrare nello spazio per formare nuove colonie. La famiglia Robinson viene selezionata, assieme ad altre, per la missione della Resolute, una navicella spaziale interstellare che trasporta famiglie e civili specializzati in vari campi della conoscenza umana, per colonizzare il sistema planetario di Alfa Centauri.
Prima di raggiungere la loro destinazione, un robot alieno penetra nello scafo della Resolute e uccide molte persone. Costretti a evacuare la nave madre, decine di coloni, tra cui i Robinson, fuggono in numerose astronavi più piccole e si schiantano su un vicino pianeta che scoprono, per fortuna, abitabile. Lì devono affrontare un ambiente simile a quello terrestre ma alieno e sconosciuto mentre cercano un modo per tornare alla Resolute, che si è salvata ma non sa dove siano finiti i coloni.
I Robinson, vengono in contatto con un misterioso robot extraterrestre, che si scopre essere quello che ha attaccato la Resolute ma che è cambiato dopo essere entrato in contatto con il figlio minore Will. La sua presenza tuttavia non è accettata dagli altri superstiti così che si creano degli attriti all'interno della comunità.

## Episodi
| Stagione         | Episodi | Pubblicazione USA | Pubblicazione Italia |
| ---------------- | ------- | ----------------- | -------------------- |
| Prima stagione   | 10      | 2018              | 2018                 |
| Seconda stagione | 10      | 2019              | 2019                 |
| Terza stagione   | 8       | 2021              | 2021                 |

## Personaggi e interpreti

### Personaggi principali
- John Robinson (stagioni 1-3), interpretato da Toby Stephens, doppiato da Carlo Scipioni.
- Maureen Robinson (stagioni 1-3), interpretata da Molly Parker, doppiata da Eleonora De Angelis
- Will Robinson (stagioni 1-3), interpretato da Maxwell Jenkins, doppiato da Alessandro Carloni.
- Judy Robinson (stagioni 1-3), interpretata da Taylor Russell, doppiata da Veronica Puccio.
- Penny Robinson (stagioni 1-3), interpretata da Mina Sundwall, doppiata da Emanuela Ionica.
- Don West (stagioni 1-3), interpretato da Ignacio Serricchio, doppiato da Stefano Crescentini.
- June Harris / dottoressa Zoe Smith (stagioni 1-3), interpretata da Parker Posey, doppiata da Cinzia De Carolis.
- Robot (stagioni 2-3, ricorrente stagione 1), interpretato da Brian Steele, doppiato da Carlo Petruccetti.

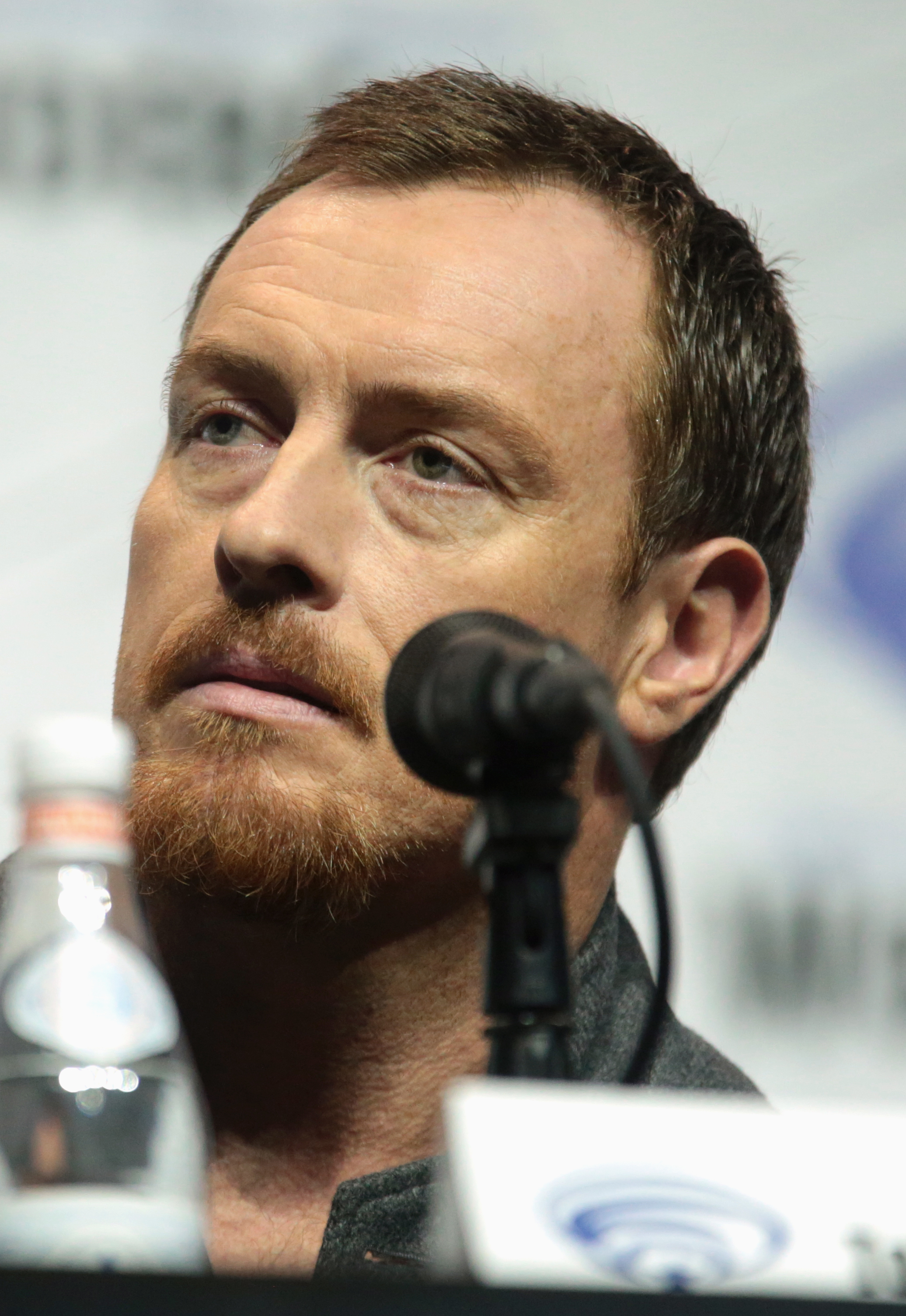
Toby Stephens interpreta John Robinson
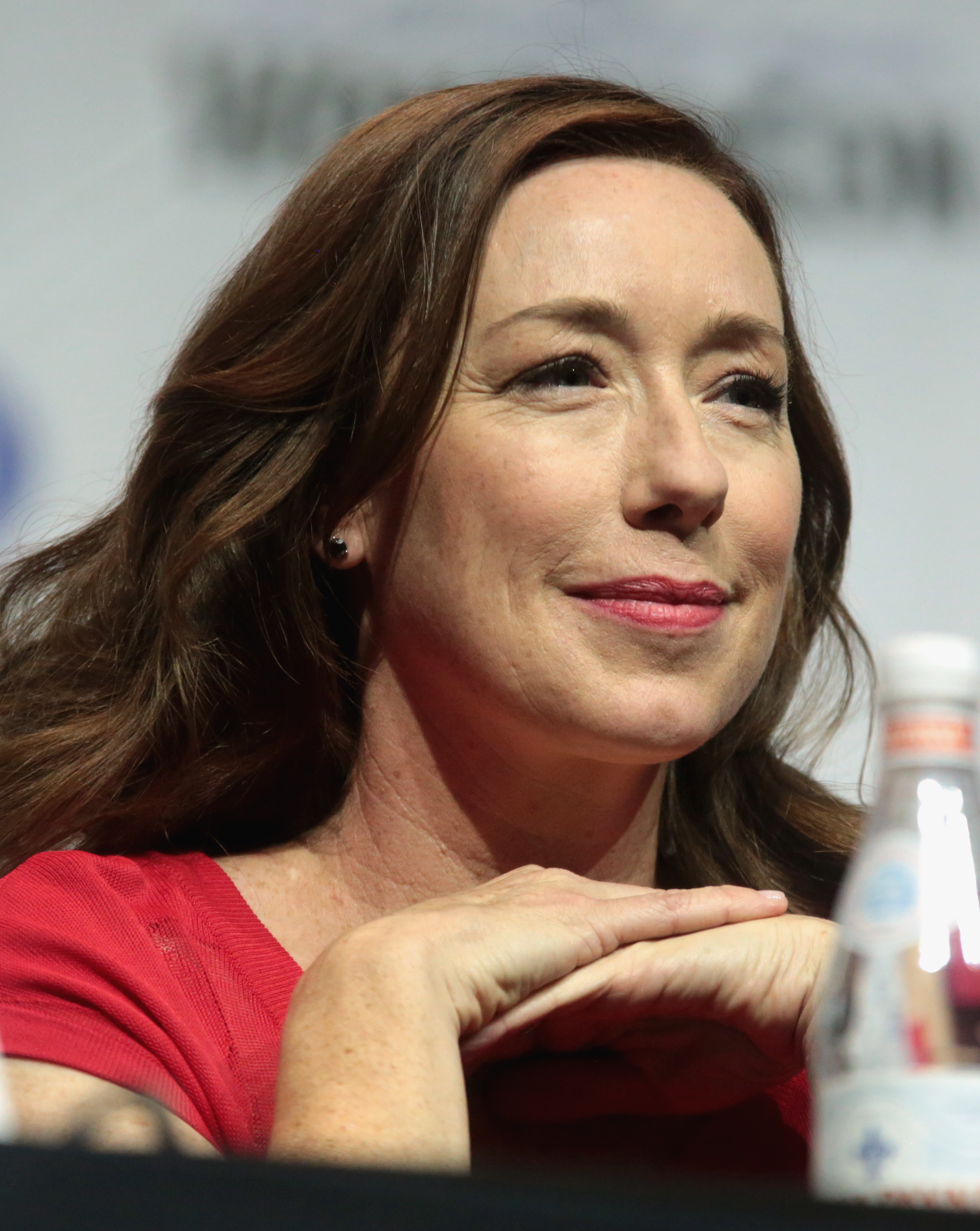
Molly Parker interpreta Maureen Robinson
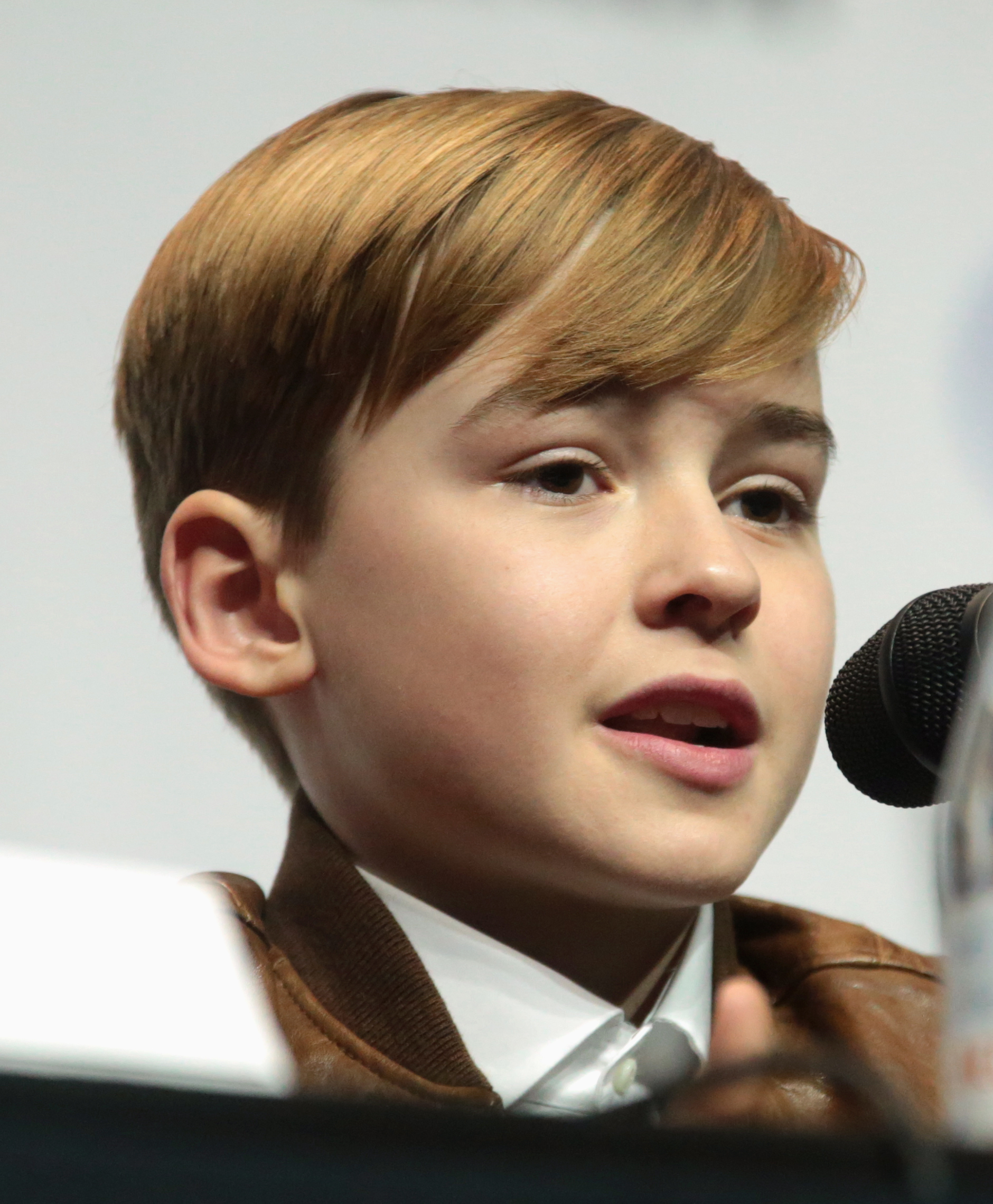
Maxwell Jenkins interpreta Will Robinson
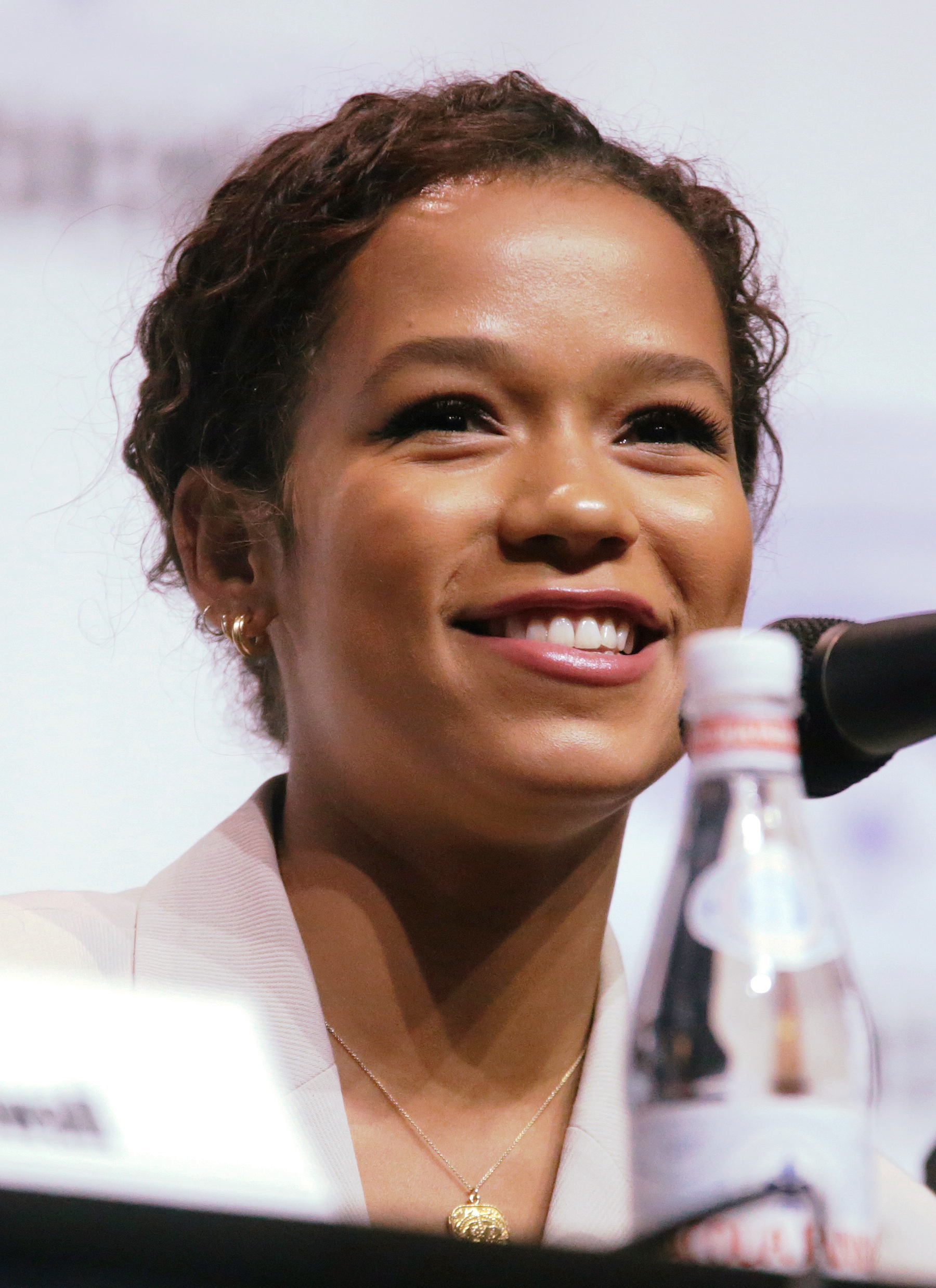
Taylor Russell interpreta Judy Robinson
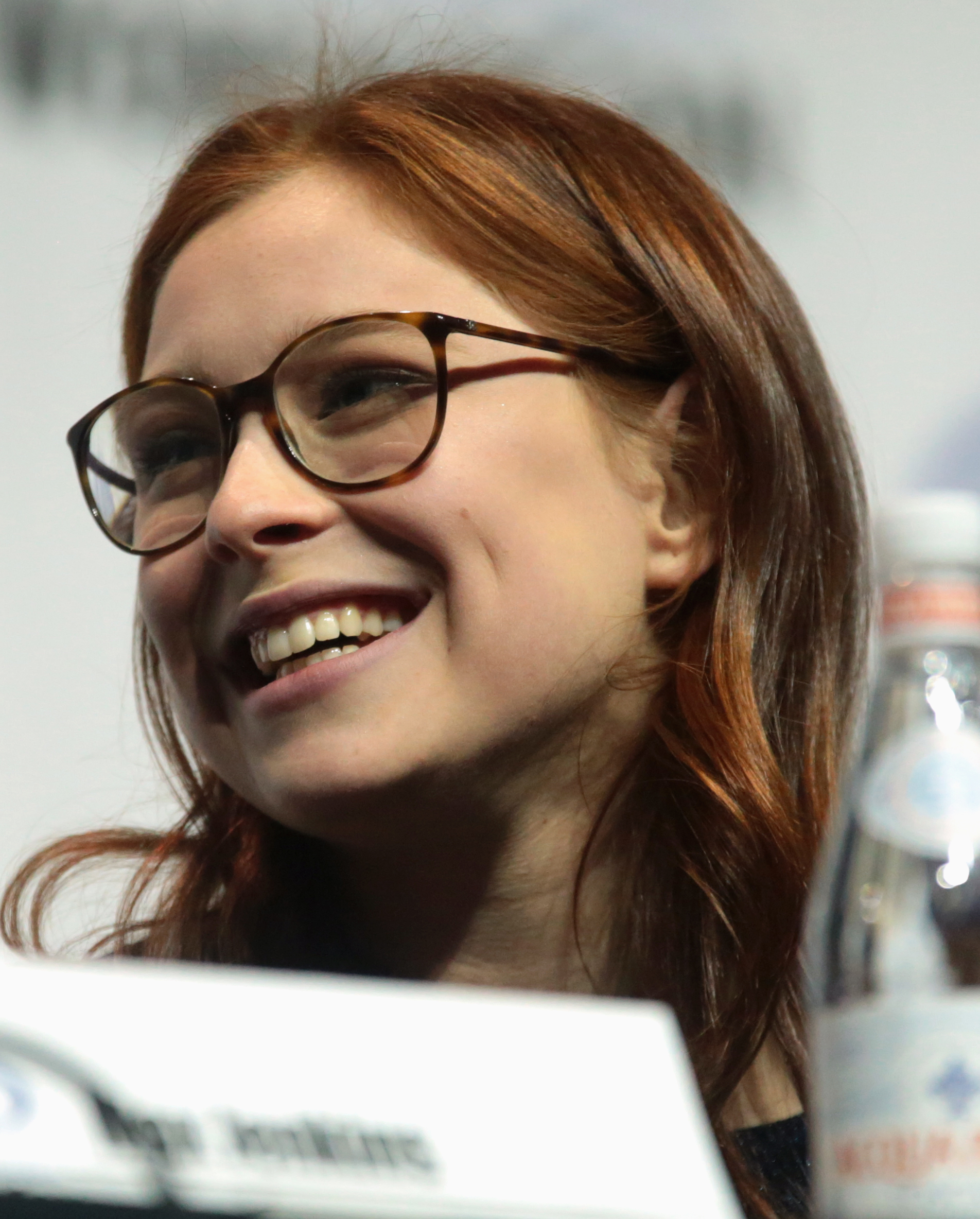
Mina Sundwall interpreta Penny Robinson
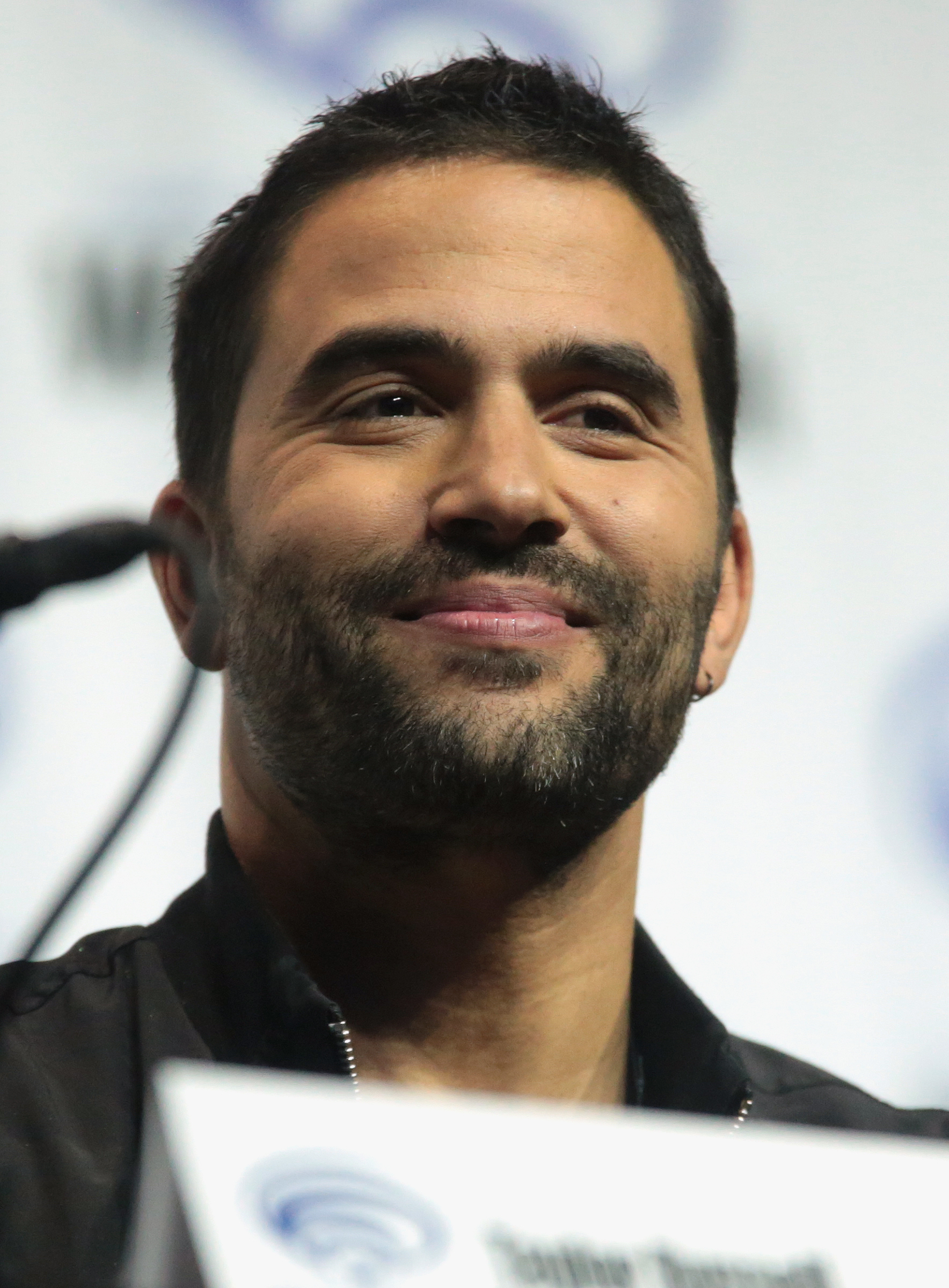
Ignacio Serricchio interpreta Don West
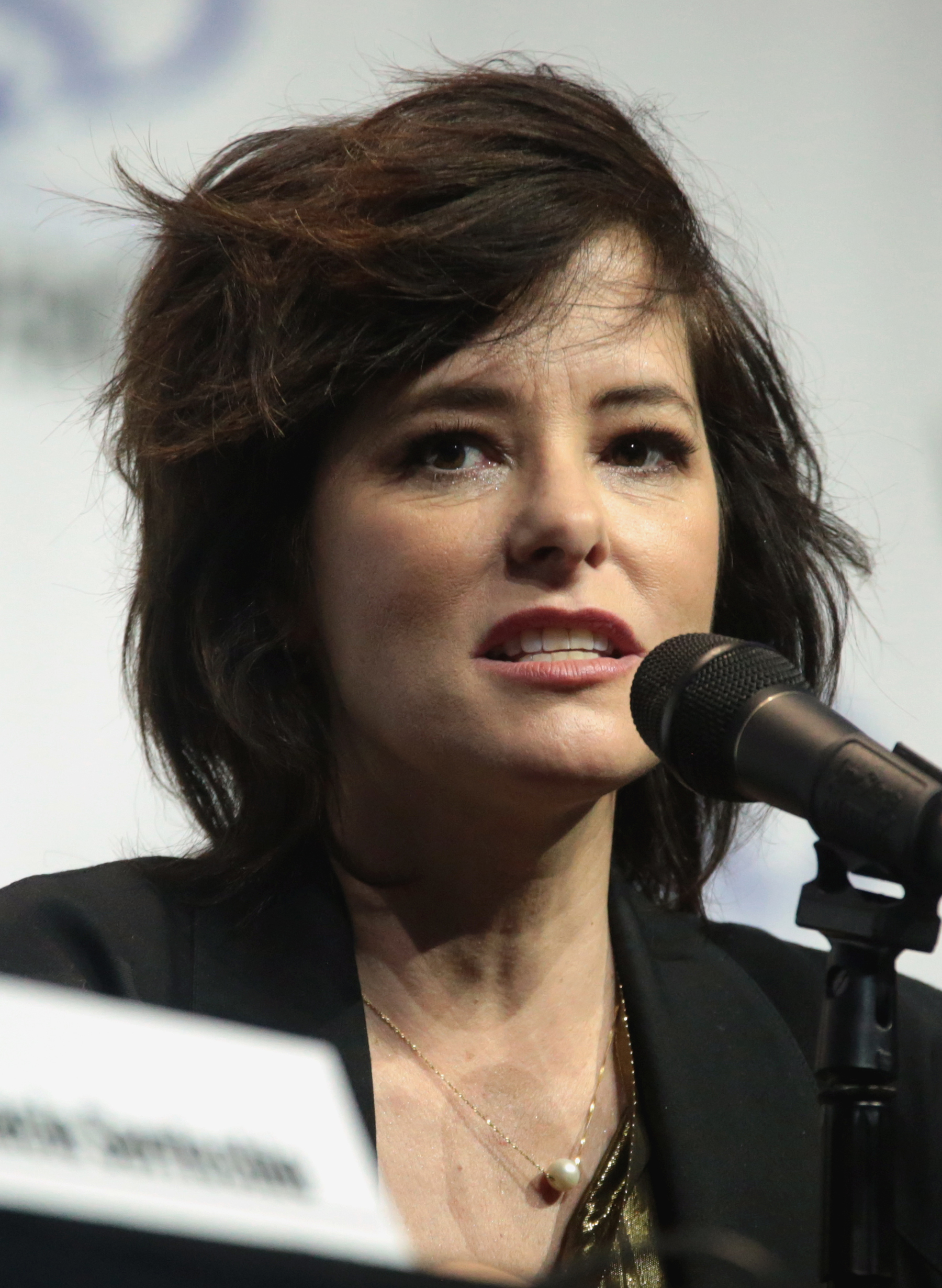
Parker Posey interpreta June Harris / dottoressa Smith

### Personaggi secondari
- Vijay Dhar (stagioni 1-3), interpretato da Ajay Friese, doppiato da Lorenzo Crisci.
- Victor Dhar (stagioni 1-3), interpretato da Raza Jaffrey, doppiato da Guido Di Naccio.
- Prisha Dhar (stagioni 1-3), interpretata da Veenu Sandhu, doppiata da Mattea Serpelloni.
- Angela Goddard (stagioni 1-3), interpretata da Sibongile Mlambo, doppiata da Guendalina Ward.
- Hiroki Watanabe (stagioni 1-3), interpretato da Cary-Hiroyuki Tagawa, doppiato da Ambrogio Colombo.
- Aiko Watanabe (stagione 1-3), interpretata da Kiki Sukezane.
- Naoko Watanabe (stagioni 1-3), interpretata da Yukari Komatsu, doppiata da Jun Ichikawa.
- Jessica Harris (stagioni 1-2), interpretata da Selma Blair.
- Diane (stagioni 1-3), interpretata da Amelia Burstyn, doppiata da Antilena Nicolizas.
- Ben Adler (stagione 2), interpretato da JJ Feild, doppiato da Simone D'Andrea.
- capitano Radic (stagioni 1-3), interpretato da Shaun Parkes, doppiato da Massimo Bitossi.
- Hastings (stagioni 2-3), interpretato da Douglas Hodge.
- capitano Kamal (stagioni 2-3), interpretata da Sakina Jaffrey.
- Ava (stagioni 2-3), interpretata da Tattiawna Jones.

## Produzione
Nel 2014 la Legendary Television annuncia lo sviluppo di un remake della serie Lost in Space, del 1965, affidato a Matt Sazama e Burk Sharpless. L'anno successivo la gestione della serie viene affidata a Netflix che, il 29 giugno 2016, ufficialmente comunica l'inizio della realizzazione della prima stagione, di dieci episodi, con Zack Estrin, Matt Sazama, Burk Sharpless, Kevin Burns, Jon Jashni, Neil Marshall e Marc Helwig come produttori esecutivi, la cui uscita era prevista per il 2018.
Le riprese della serie iniziano nel gennaio 2017 a Vancouver e terminano nel giugno dello stesso anno. Le riprese della seconda stagione sono iniziate nel settembre 2018 in Islanda. Nel marzo 2020 viene annunciata la terza ed ultima stagione della serie.

## Distribuzione
Tutti gli episodi della prima stagione della serie sono disponibili dal 13 aprile 2018 su Netflix, mentre la seconda stagione, annunciata tramite Twitter il 14 maggio 2018, è stata resa disponibile dal 24 dicembre 2019 e la terza ed ultima dal 1º dicembre 2021.

## Accoglienza
La prima stagione della serie ottiene il 69% delle recensioni professionali positive sul sito Rotten Tomatoes, con un punteggio di 6,24 su 10, basandosi su 59 recensioni. Metacritic assegna un punteggio di 58 su 100, basandosi su 27 critiche. IGN dà una valutazione molto positiva, 8,5 su 10, in particolare per i membri della famiglia Robinson, mentre critica il "carattere monodimensionale" della dottoressa Smith.

## Riconoscimenti
- Golden Reel Awards
  - 2022 - Candidatura per il miglior montaggio sonoro in una serie televisiva[15]
- People's Choice Awards[16]
  - 2018 - Candidatura per la serie drammatica preferita dal pubblico
  - 2018 - Candidatura per il revival televisivo preferito dal pubblico
  - 2018 - Candidatura per le migliori controfigure televisive
- Saturn Award[17][18]
  - 2019 - Candidatura per la miglior serie televisiva streaming fantasy, d'azione o di fantascienza
  - 2019 - Candidatura per la migliore attrice in streaming a Molly Parker
  - 2019 - Candidatura per la migliore attore non protagonista in streaming a Maxwell Jenkins
  - 2019 - Candidatura per la migliore attrice non protagonista in streaming a Taylor Russell
  - 2021 - Candidatura per la miglior serie televisiva di fantascienza
  - 2021 - Candidatura per il miglior giovane attore in una serie televisiva a Maxwell Jenkins
  - 2022 - Candidatura per la miglior serie televisiva streaming fantasy, d'azione o di fantascienza
  - 2022 - Candidatura per il miglior giovane attore in una serie televisiva a Maxwell Jenkins
- VES Awards[19]
  - 2019 - Migliori effetti visivi per un episodio di una serie televisiva
  - 2019 - Miglior personaggio animato in un episodio di una serie televisiva
  - 2019 - Miglior ambiente creato in un episodio di una serie televisiva
  - 2019 - Miglior compositing